# Курица в коле
Курица в коле – это популярное в Гонконге, на Тайване и материковом Китае блюдо, приготовленное из курицы и безалкогольного напитка колы в качестве основных ингредиентов. Для получения соуса кола может смешиваться с другим ингредиентом, таким как соевый соус, соус для барбекю или кетчуп. Блюдо можно приготовить из обычной или диетической колы. По мере приготовления блюда количество соуса уменьшается, подчеркивая вкус колы и создавая глазурь. Блюдо часто готовят из куриных крылышек, но также и из других частей курицы. Блюдо может иметь липкую текстуру, в зависимости от того, как оно приготовлено . Курица в коле было описано как блюдо, которое имеет элементы сладкого и кислого вкуса, а кола придаёт особый вкус куриному мясу.

## Приготовление
Кока-кола или любой другой напиток со вкусом колы выполняет функцию карамелизующего вещества.
Крылышки или другую часть курицы маринуют, затем обжаривают на сковороде, заливают колой и готовят на маленьком огне, пока кола практически не выпарится. Затем увеличивают огонь и недолго обжаривают курицу в остатках соуса.

## История
Существует два варианта происхождения блюда. В одной истории повар из Цзинаня в провинции Шаньдун случайно опрокинул банку Кока-колы в кастрюлю с тушёными куриными крылышками. Он открыл для себя неповторимый вкус колы с курицей и соевым соусом, и вскоре она стала популярной.
В другой истории курицу уже готовили в западных странах с томатным соусом. Блюдо попало на Тайвань, где томатный соус был заменен соевым соусом.